# 裸鋤裸胸鱔
裸鋤裸胸鱔，又稱裸鋤裸胸鯙、星斑裸胸鱔、錢鰻、薯鰻、虎鰻，為輻鰭魚綱鰻鱺目鯙亞目鯙科的其中一種，分布於印度太平洋區，從紅海、南非川斯凱至夏威夷群島、馬克薩斯群島，北起琉球群島，南迄新喀里多尼亞海域，棲息深度2-271公尺，本魚體色從頭部黃棕色至尾部深褐色，身體至尾部具有白色斑點，體長可達180公分，為底棲性魚類，生活在礁石斜坡，屬肉食性，生活習性不明，可做為觀賞魚。

## 擴展閱讀
維基物種上的相關：裸鋤裸胸鱔